# Siechtum
Siechtum is een Duitse industrial-band, die in 2000 als nevenproject van Thomas Rainer ontstond, lid van L’Âme Immortelle.
Het woord Siechtum verwijst naar een toestand van ziekelijkheid, oftewel psychisch oftewel fysiek. De term kan ook op een epidemie slaan. Het project was aanvankelijk een idee van Rainer, die samen met Joachim Sobczak een album met elektronische muziek uitbracht. L’âme Immortelle, zijn reguliere band, stak meer in de gothic-beweging, en hij voelde de behoefte ook met Electronic Body Music te experimenteren. Het resultaat was het album Gesellschaft: Mord, een reeks chaotische, ritmische nummers zonder tekst, maar met hier en daar een sample van gesproken woorden.
De ruwe industrial vond een klein, maar trouw publiek, en één jaar later, in 2001, volgden meteen twee nieuwe albums. Kreuz:X:Feuer ging in dezelfde stijl verder; Rainer wisselde agressieve elektro af met zachtere nummers en noise. Dit album bevatte eveneens de soundtrack voor een film, Desecrator, die echter nooit uitgebracht werd. Het album Diagnose: Zeit was zo mogelijk nog kouder en mechanischer en overrompelde de luisteraar met harde beats, vervormingen en lawaai. Een innovatie op dit derde album was evenwel dat de songs nu ook tekst hadden.
In 2002 trad Siechtum op het Wave-Gotik-Treffen op. Rainer kreeg het vervolgens druk met L’âme Immortelle, en ofschoon het project nooit officieel werd stilgelegd, is sedertdien geen nieuw werk meer verschenen.

## Discografie
- 2000 Gesellschaft: Mord
- 2001 Kreuz:X:Feuer
- 2001 Diagnose: Zeit